# Franco (Portugal)
Franco ist ein Ort und eine ehemalige Gemeinde im Nordosten Portugals.

## Geschichte
Der heutige Ort entstand vermutlich im Zuge der Reconquista. Möglicherweise liegt seine Wurzel in einem Landgut eines fränkischen Ritters, der als Adrianus Francus in einer Urkunde von 1087 als Besitzer angegeben wird.
Erstmals offiziell dokumentiert wurde Franco in den königlichen Erhebungen von 1258.
Ab 1890, gesetzlich ab 1936 wurde die Gemeinde Vila Boa Franco angegliedert, was zu einer Verdoppelung der Einwohnerzahl führte.
1957 wurde Vila Boa wieder eigenständig, bis zur Gemeindereform 2013, als beide Gemeinden zu einer Gesamtgemeinde zusammengefasst wurden.

## Verwaltung
Franco war Sitz einer gleichnamigen Gemeinde (Freguesia) im Kreis (Concelho) von Mirandela im Distrikt Bragança. Die Gemeinde hatte 242 Einwohner und eine Fläche von 17,12 km² (Stand 30. Juni 2011).
Die Gemeinde bestand nur aus der namensgebenden Ortschaft.
Mit der Gebietsreform vom 29. September 2013 wurden die Gemeinden Franco und Vila Boa zur neuen Gemeinde União das Freguesias de Franco e Vila Boa zusammengeschlossen. Franco ist Sitz dieser neu gebildeten Gemeinde.